# La Rinconada (Chiapas)
La Rinconada es una localidad del estado mexicano de Chiapas. Es parte del municipio de Bella Vista.

## Demografía
| Gráfica de evolución demográfica |
|                                  |

| Censo | Población |
| ----- | --------- |
| 1921  | 274       |
| 1930  | 315       |
| 1940  | 445       |
| 1950  | 536       |
| 1960  | 787       |
| 1970  | 645       |
| 1980  | 815       |
| 1990  | 850       |
| 2000  | 992       |
| 2010  | 1 078     |
| 2020  | 1 084     |